# Cărpiniș, Gorj
Cărpiniș este un sat în comuna Crasna din județul Gorj, Oltenia, România. Se află în partea de nord-est a județului, în ulucul depresionar subcarpatic.

## Cultură și religie
- Biserica de lemn cu hramul „Intrarea în Biserică a Maicii Domnului” construită în 1738[3]. Biserica se află pe lista monumentelor istorice sub codul LMI GJ-II-a-B-09268.
- Biserica de lemn cu hramul „Cuvioasa Paraschiva”, construită între 1883-1895[4].
- Mănăstirea Icoana care se află la 350 m vest de marginea satului Cărpiniș.[5]

Așezămâtul monahal „Icoana” din Arhiepiscopia Craiovei, cu hramul Sfântul Ioan Botezătorul, care se sărbătorește la 24 iunie, este o mănăstire de maici, având ca stareță pe monahia Teodora Ilie.
Lucrările la construcția bisericii din lemn a Mănăstirii Icoana au început în 1995, din inițiativa preotului Ion Popescu, de la Biserica Icoanei din București, pe un teren din moștenirea părintească a familiei preotului Ioan Popescu, și a fost sfințită în 1996. În biserică se află o copie a icoanei făcătoare de minuni a Maicii Domnului de la Biserica Icoanei din București.
Biserica de lemn este o construcție din grinzi de lemn pe temelie de piatră și beton. Are formă de navă și este compartimentată în altar, naos și un mic pridvor, susținut de stâlpi din lemn. Catapeteasma este din scândură. După ce, în aprilie 2011, acoperișul bisericii de lemn a luat foc din cauza unei scântei provenite de la un aparat de sudură, nu s-a mai slujit în această biserică, deși stricăciunile au fost remediate.
În anul 2008 s-au început lucrările de construcție la biserica de zid cu hramul „Sfinții Martiri Brâncoveni”, care au fost finalizate în anul 2011.

## Imagini

Mănăstirea Icoana - vedere dinspre poarta de intrare
Biserica de lemn a Mănăstirii Icoana
Biserica de zid
Clopotniţa
Mănăstirea Icoana - vedere dinspre biserica de zid spre intrare
Biserica de lemn „Cuvioasa Paraschiva”
Troiță pictată (1937)
Troiță pictată (1988)